# Колапс хвильової функції
Колапс хвильової функції — один із можливих механізмів переходу від квантовомеханічного опису фізичної системи до класичного при вимірюванні. Термін запропонував у 1929 році Вернер Гейзенберг, пізніше ідею розвивав Джон фон Нейман. Альтернативний підхід до проблеми вимірювання в квантовій механіці пропонує ідея квантової декогеренції. Ідея колапсу хвильової функції полягає у тому, що при вимірюванні перехід до класичного опису відбувається миттєво, не локально (у всьому просторі), стрибком.

## Суть проблеми
Квантова механіка побудувала успішний математичний апарат для пояснення широкої множини явищ у мікросвіті. Виходячи з її положень еволюція квантової системи відбувається цілком детерміністично. Якщо, наприклад, відома хвильова функція квантової системи в початковий момент часу, й відомі взаємодії в ній, то квантова механіка дозволяє розрахувати хвильову функцію у будь-який наступний момент часу. Однак, хвильова функція несе в собі інформацію одразу про всі можливі результати вимірювання. Коли ж вимірювання відбувається, експериментатор отримує тільки один результат, причому цей результат він отримує з різною ймовірністю, тобто на етапі вимірювання детермінізм зникає.
Якщо, наприклад, квантова система описується суперпозицією:
{\displaystyle \psi =\sum _{n}a_{n}\varphi _{n}},
де функції {\displaystyle \varphi _{n}} утворюють ортонормований базис, а {\displaystyle a_{n}} — певні комплексні коефіцієнти, то колапс відповідає переходу
{\displaystyle \sum _{n}a_{n}\varphi _{n}\qquad \rightarrow \qquad \varphi _{m}}.
При цьому всі інші можливості миттєво зникають, а коефіцієнт при хвильовій функції дорівнює 1.

## Значення
Аналізуючи припущення колапсу хвильової функції в книзі «Математичні основи квантової механіки» (нім. Mathematische Grundlagen der Quantenmechanik), Джон фон Нейман довів, що воно сумісне з можливістю провести вимірювання, однак не довів, що воно необхідне. В ідеї колапсу хвильової функції завжди було багато критиків. Одним із основних серед них є критика нелокальності. Зокрема, завдяки колапсу хвильової функції можливий процес, який отримав назву квантової телепортації. Для сплутаних станів вимірювання стану однієї з частинок призводить до миттєвої редукції стану іншої.
Фон Нейман стверджував, що математика дозволяє колапсу відбутися на будь-якому етапі причинно-наслідкового шляху від приладу до суб'єктивного сприйняття експериментатора. Інший лауреат Нобелівської премії Юджин Пол Вігнер у 60-их, розмірковуючи над проблемою Шредінгерового кота, зробив наступний крок, припустивши, що квантова механіка правильна і добре описує світ, але послідовно може застосовуватися до всього світу, включно із експериментальною апаратурою і навіть мозком експериментатора, а колапс відбувається тільки тоді, коли вимірювання проводить щось, що лежить поза матеріальним світом — свідомість. Звісно, що такий погляд викликав різку критику.
Колапс хвильової функції веде до квантового ефекту Зенона, твердження про те, що час життя метастабільного стану збільшується, якщо за системою часто спостерігати.

## Виноски
1. ↑  
J. von Neumann (1932). Mathematische Grundlagen der Quantenmechanik. Berlin: Springer. (нім.)

J. von Neumann (1955). Mathematical Foundations of Quantum Mechanics. Princeton University Press. (англ.)

И. фон Нейман (1964). Математические основы квантовой механики. М.: Наука. (рос.)